# Hirtella americana
Hirtella americana är en tvåhjärtbladig växtart som beskrevs av Carl von Linné. Hirtella americana ingår i släktet Hirtella och familjen Chrysobalanaceae. Inga underarter finns listade i Catalogue of Life.